# Rhaphuma nigrocincta
Rhaphuma nigrocincta är en skalbaggsart som beskrevs av Masaki Matsushita 1931. Rhaphuma nigrocincta ingår i släktet Rhaphuma och familjen långhorningar.
Artens utbredningsområde är Taiwan. Inga underarter finns listade i Catalogue of Life.